# Rejon konstantynowski (obwód doniecki)
Rejon konstantynowski – jednostka administracyjna wchodząca w skład obwodu donieckiego Ukrainy.
Rejon utworzony w 1923, ma powierzchnię 1172 km² i liczy około 21 tysięcy mieszkańców. Siedzibą władz rejonu jest Konstantynówka.
Na terenie rejonu znajdują się 20 silskich rad, obejmujących w sumie 49 wsi i 11 osad.